# Jętka górska
Jętka górska (Ephemera danica) – gatunek owada z rodzaju Ephemera należącego do rzędu jętek.
Długość dorosłego owada 1,5-2,5 cm. Skrzydła brązowe. Tylne skrzydła są zawsze mniejsze od przednich.
Dorosłe jętki roją się od maja do sierpnia, mają silnie uwstecznione narządy gębowe i nie pobierają pokarmu. Rozwój larw może trwać od 1 do 3 lat.
Jętka górska występuje na terenie niemal całej Europy.